# Tossal del Mortórum
El Tossal del Mortórum es un yacimiento arqueológico situado en un cerro frente a la llanura litoral de la Ribera de Cabanes, Torreblanca y Oropesa, en la comarca de la Plana Alta y dentro del término municipal de Cabanes (Castellón).
Los estudios arqueológicos han identificado como en el cerro se conservan diversos restos del pasado, entre los que destacan un poblado y un túmulo funerario. Así, se ha determinado que el poblado fue ocupado aproximadamente entre los años 1950 y 550 a. C., es decir, desde la Edad del Bronce a la primera Edad del Hierro; por su parte, el túmulo fue usado en diferentes momentos de la Edad del Bronce como sepulcro funerario del poblado.
Las primeras excavaciones en el Mortórum fueron efectuadas ya en 1925 en la zona del poblado, sin embargo la metodología de la época provocó la pérdida de la mayor parte de los resultados y materiales obtenidos. Desde el año 2002 las excavaciones se han ido efectuando regularmente gracias a la colaboración del Ayuntamiento de Cabanes con el Servicio de Arqueología de la Diputación de Castellón.
Desde el año 2015 el Tossal del Mortórum es visitable mediante una ruta señalizada con paneles explicativos.

## Situación y territorio
La situación del Mortórum responde a una intencionalidad claramente estratégica, por un lado de tipo defensivo, puesto que las pendientes del cerro son muy acusadas, pero también de control visual, puesto que desde la cumbre se obtiene una vista privilegiada de toda la llanura costera de la Ribera de Cabanes, Torreblanca y Orpesa, y del mar. Los hallazgos arqueológicos de esta llanura litoral han sido numerosos, y existen indicios de presencia humana de más de 300 000 años. A partir del periodo Neolítico, hace más de 7000 años, podemos determinar que las comunidades humanas estaban plenamente asentadas, existiendo continuidad en las ocupaciones durante diversos momentos del Neolítico y la Edad del Bronce. Diferentes indicios señalan que a partir del siglo VII a. C. hubo un embarcadero en Torre La Sal, donde se constatan los intercambios comerciales marítimos, sobre todo a partir del hallazgo de ánforas. Esta actividad se acentuó entre los siglos II y I a. C., momento en que a Torre La Sal llegó a ser uno de los más importantes poblados ibéricos de las tierras castellonenses.

## El poblado del Mortórum en la Edad del Bronce (1950-1120a.C. )

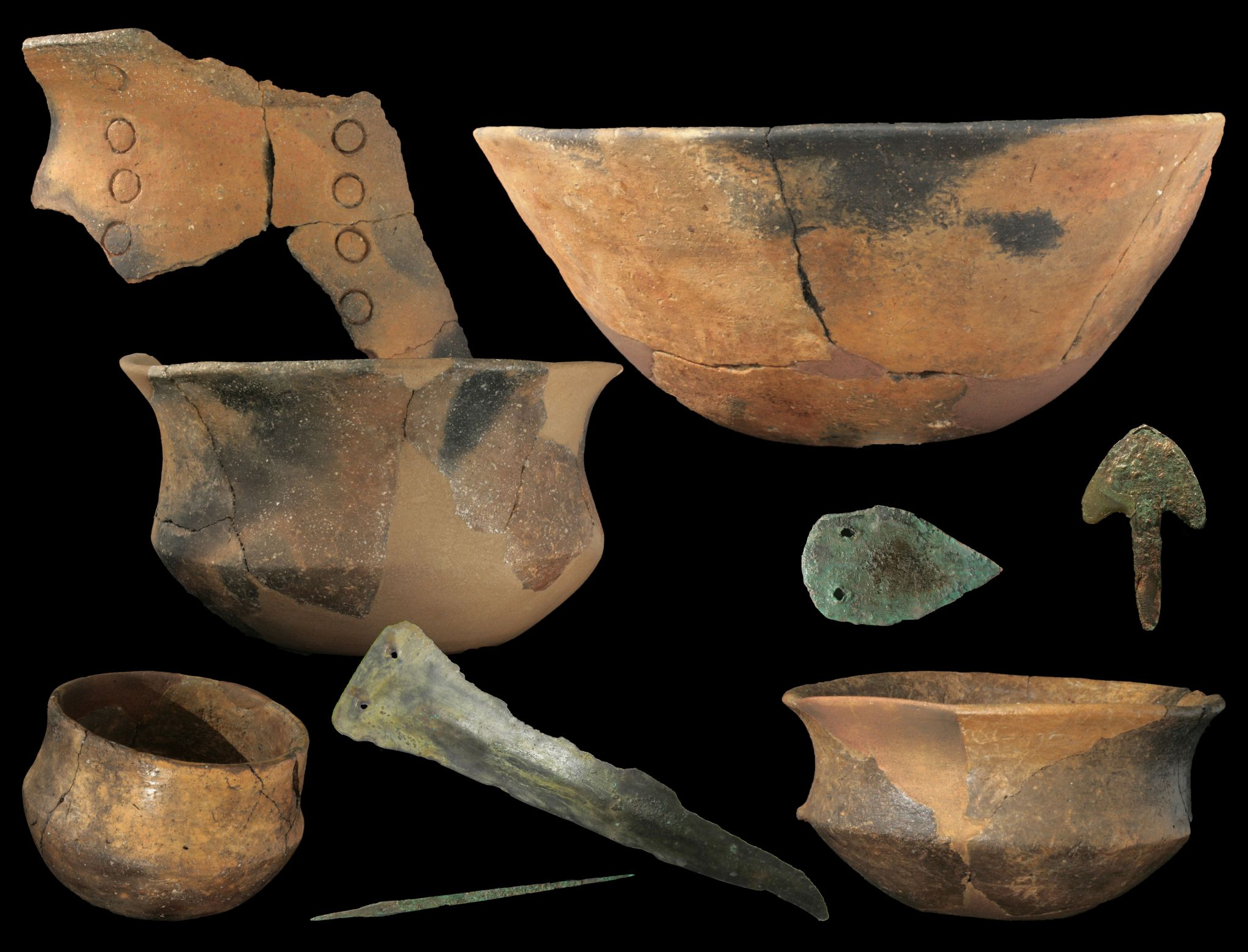
Selección de materiales arqueológicos de la Edad del Bronce del Tossal del Mortórum

Las investigaciones sobre los momentos más antiguos del Mortórum indican que el primer asentamiento humano se produce a principios del II milenio a. C.. De este primer poblado apenas nos quedan algunos muros y hogares, aunque si se han recuperado numerosas cerámicas y otros objetos. Hacia mediados del II milenio, un incendio provoca el abandono del poblado. Entre los años 1400 y 1130 a. C., es decir, todavía dentro de la Edad del Bronce, el asentamiento vuelve a ser ocupado por unos habitantes con costumbres un poco diferentes de las de sus predecesores, aspecto deducible a partir de la comparación en la técnica de construcción, la organización de los espacios y ciertos cambios en los objetos, especialmente la cerámica, entre la que algunos fragmentos indican contactos con culturas del centro peninsular. A finales del II milenio a. C. el poblado es abandonado.

## El túmulo funerario del Mortórum (1740-1020a.C. )

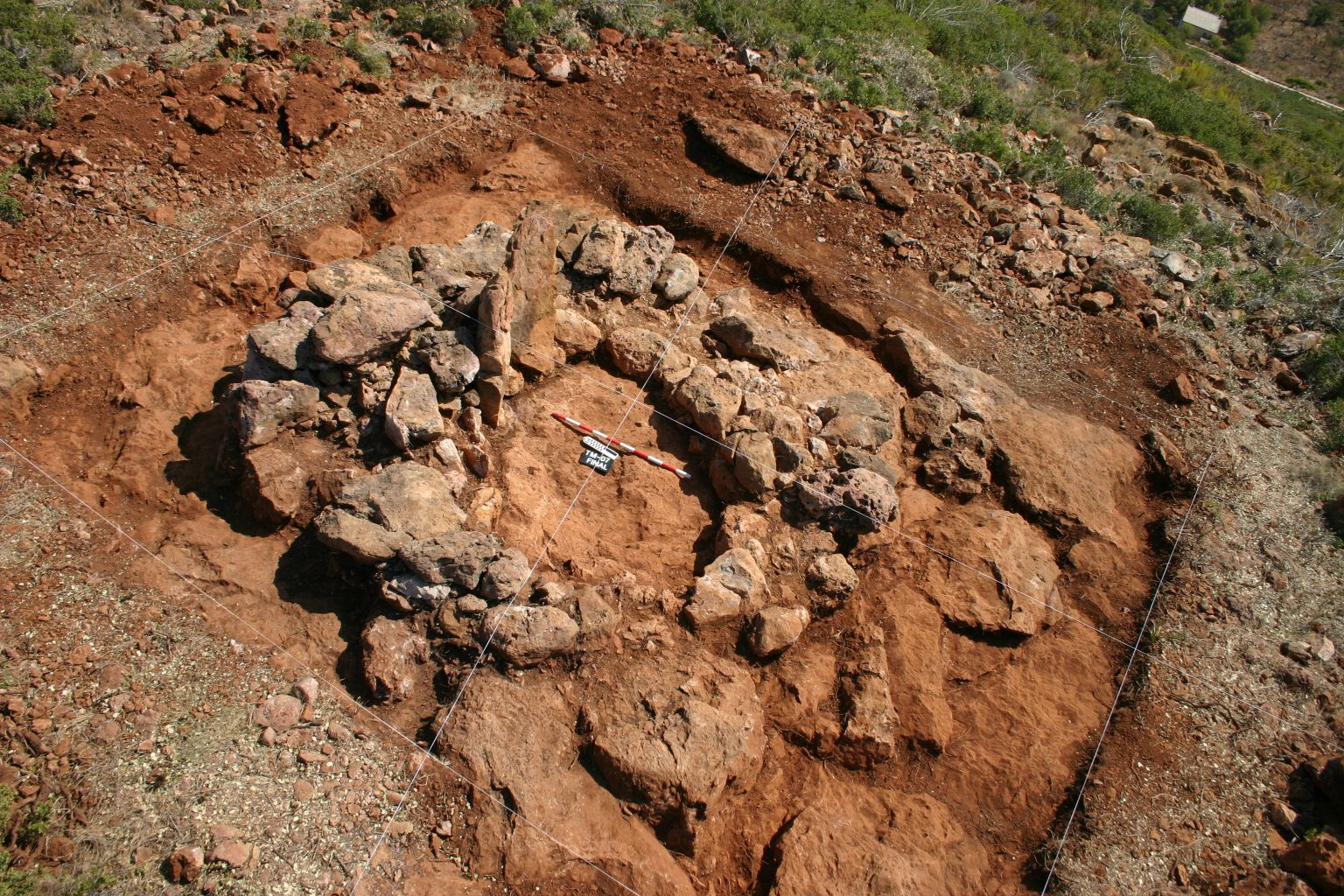
Vista del túmulo funerario del Mortórum

El topónimo Mortórum, de origen latino, hace clara referencia a un lugar relacionado con los muertos, cuestión que sugiere que al menos desde la Edad Media se conocía la presencia de enterramientos. Sin embargo, la localización de restos de este tipo no se produjo hasta 2006. Así, a unos 300 metros del poblado se localizaron los restos de un sepulcro funerario que fue usado en el II milenio a. C. para depositar los difuntos, probablemente del poblado del Mortórum. Se trata de una estructura formada por un espacio central o cámara sepulcral delimitada por losas dispuestas en vertical, y sustentada por una estructura perimetral de forma más o menos cuadrangular construida con grandes bloques de piedra. A pesar de que la tumba fue expoliada de antiguo, las excavaciones permitieron recuperar restos humanos de un mínimo de 5 individuos. Los estudios de antropología dental han determinado que la edad aproximada de los difuntos era de 7.5, 12, 20, entre 25-30 y finalmente un adulto mayor de 60 años.

## El poblado de la primera Edad del Hierro (siglosVII-VIa.C.)

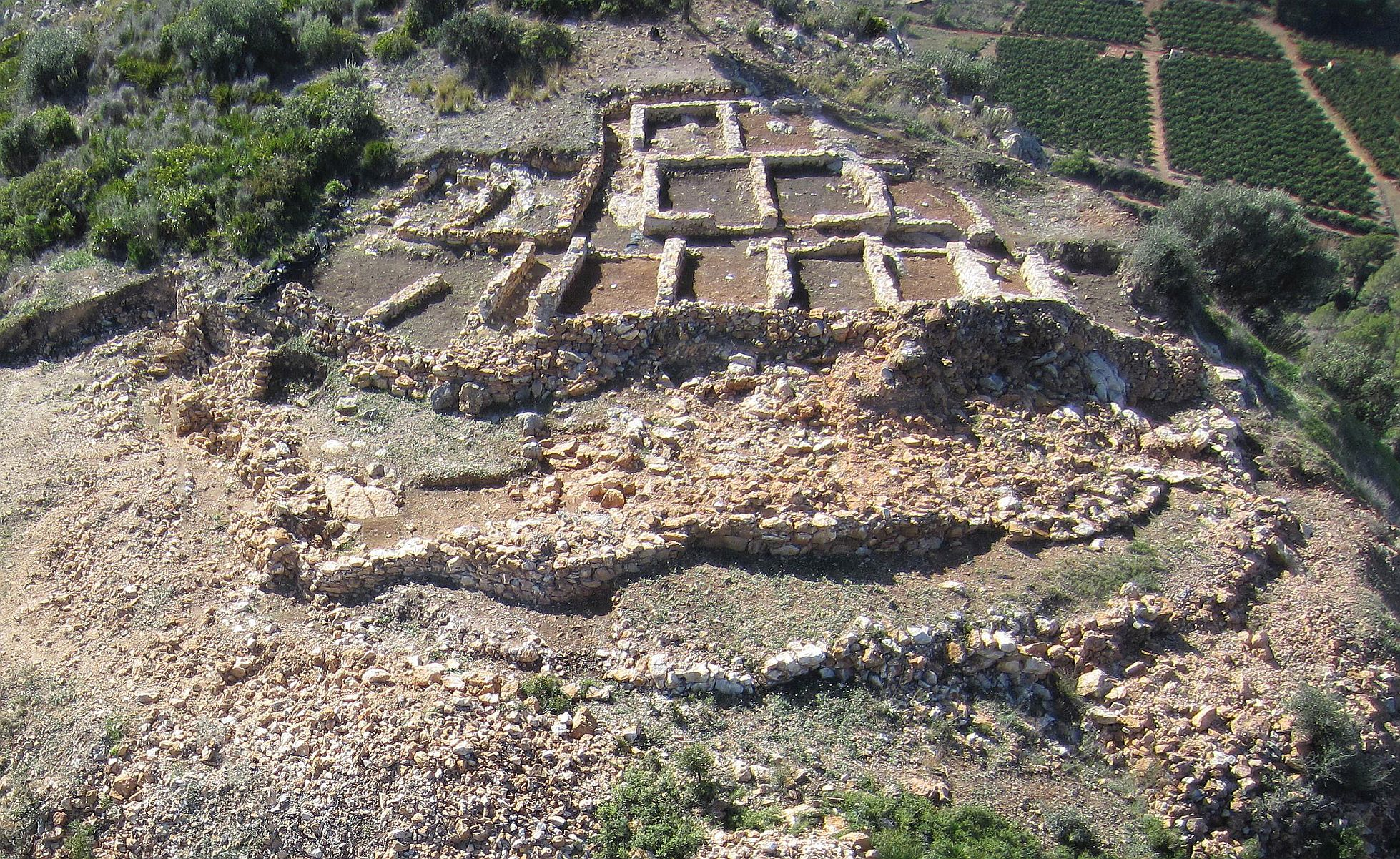
Vista aérea del poblado del Mortórum

Después de casi 500 años abandonado, hacia la segunda mitad del siglo VII a. C. se construyó sobre los restos anteriores un nuevo poblado protegido con una espesa muralla, presidida seguramente por una torre. Este poblado se caracteriza porque la mayoría de las estancias fueron destinadas a almacén. Los objetos recuperados nos hablan de comercio con los fenicios, de los cuales conseguían vino transportado en ánforas, otras cerámicas fabricadas a torno y objetos de metales todavía no conocidos en la zona, así como seguramente otros muchos productos de los cuales no nos queda constancia arqueológica. Todos los restos recuperados sugieren la presencia de unos ocupantes que tuvieron un papel preponderante en el acceso y posiblemente en el control y redistribución de productos procedentes del comercio fenicio. Estos habitantes del Mortórum debieran de seleccionar el lugar, de nuevo por su fácil defensa y sus capacidades de control visual del territorio y del mar, y posiblemente también por su cercanía a Torre la Sal. El análisis de la técnica de construcción y el planteamiento de los espacios indican novedades técnicas y una planificación previa que refuerzan la idea de conceptos importados, seguramente procedentes de los contactos con el mundo fenicio occidental, más avanzado culturalmente.
Parece ser que la obtención de productos del comercio fenicio se efectuaban a través del intercambio de materias primas, principalmente metal, aunque también con otros productos. Para el caso del Mortórum todavía no se ha podido concretar qué productos locales fueron utilizados en las transacciones, pero sabemos que en su entorno dispusieron de recursos minero-metalúrgicos, en concreto mineral de hierro y plomo, entre otros recursos. En el embarcadero de Torre La Sal, situado en la costa directamente frente al Mortórum, se detectan ya desde el siglo VII a. C. de indicios de estos contactos comerciales, especialmente a partir del hallazgo de ánforas fenicias y algunos objetos metálicos. El poblado del Mortórum fue abandonado en la primera mitad del siglo VI a. C., aparentemente de forma apresurada puesto que en las excavaciones se han recuperado en algunas estancias determinados objetos valiosos que, en otras circunstancias, no hubieran sido dejados.

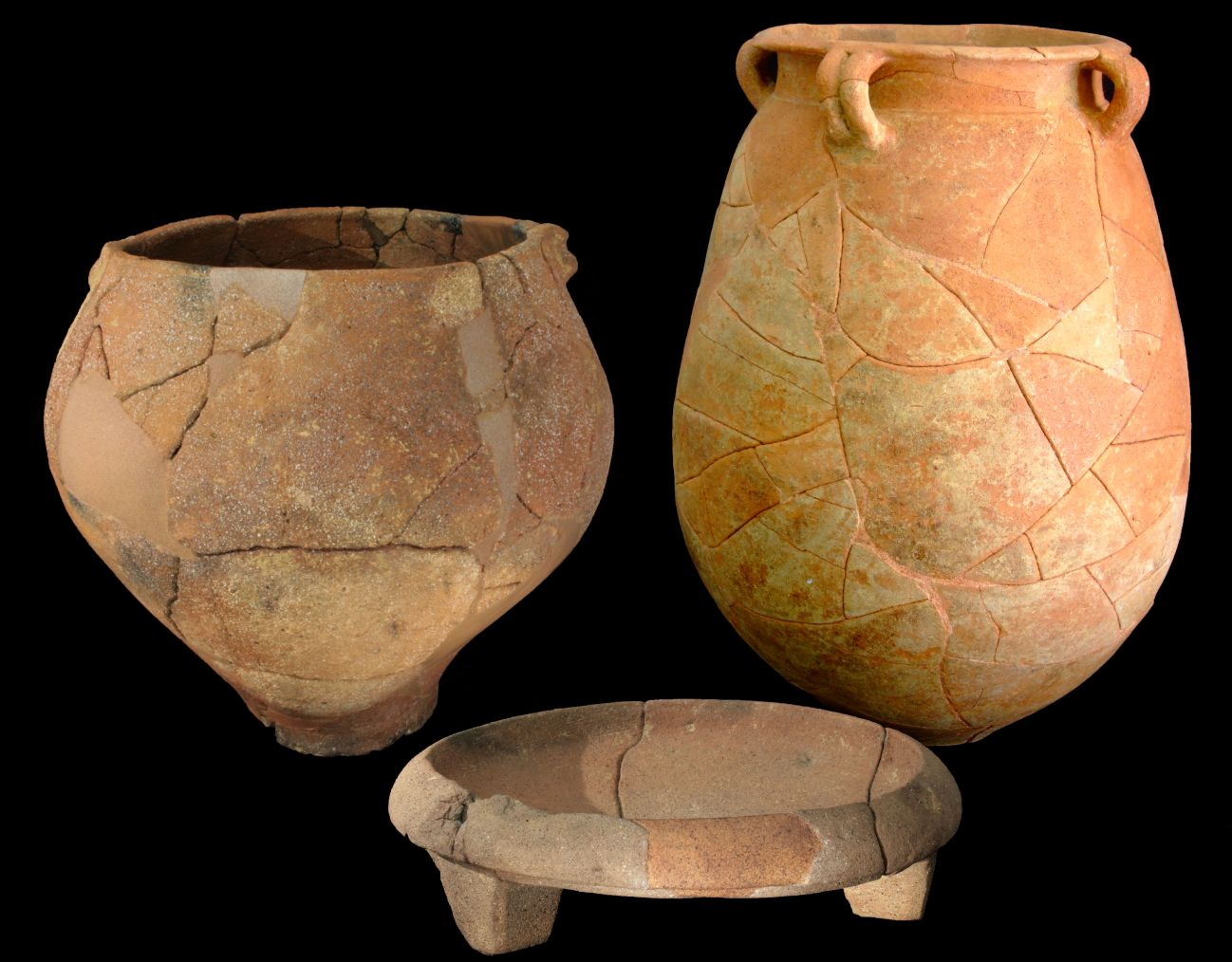
Pithoi, plato trípode y recipiente del Hierro Antiguo del Mortórum